# Cuvry
Cuvry là một xã trong vùng Grand Est, thuộc tỉnh Moselle, quận Metz-Campagne, tổng Verny. Tọa độ địa lý của xã là 49° 02' vĩ độ bắc, 06° 09' kinh độ đông. Cuvry nằm trên độ cao trung bình là 175 mét trên mực nước biển, có điểm thấp nhất là 167 mét và điểm cao nhất là 198 mét. Xã có diện tích 5,44 km², dân số vào thời điểm 2004 là 643 người; mật độ dân số là 116,9 người/km².

## Thông tin nhân khẩu
| 1962 | 1968 | 1975 | 1982 | 1990 | 1999 |
| ---- | ---- | ---- | ---- | ---- | ---- |
| 210  | 248  | 432  | 689  | 666  | 653  |